# Iglesia de San Martín (Laredo)
La iglesia de San Martín o de Santa Catalina es un templo católico de estilo románico emplazado en la Puebla Vieja de Laredo (Cantabria, España). Data del siglo XIII y está declarado Bien de Interés Local.

## Descripción
Esta iglesia laredana es también llamada de Santa Catalina por el barrio en el que se halla, dentro de la Puebla Vieja de la villa. Restaurada tras muchos años de abandono, se trata de una iglesia con muros perimetrales de mampostería con sillería en los esquinales. Presenta ábside redondo, el cual es un poco más estrecho que la única nave que posee. La entrada principal se sitúa en el muro meridional, con una puerta en arco de medio punto. También existe una entrada en la zona norte, así como debajo de la enorme espadaña, que dispone de siete vanos para campanas repartidos en tres filas.

## Historia
La primera iglesia con este nombre en Laredo aparece documentada ya en el cartulario de Santa María del Puerto, así como en documentos fechados en 1068 y 1075, por lo que se trata de la más antigua de la villa. La actual se erigió en la primera mitad del siglo XIII, siendo reformada en el XV. Fue el lugar de reunión del Cabildo de Mareantes y Pescadores de San Martín, institución existente desde el año 1000, siendo la más antigua de España en su tipo. Está al borde del antiguo camino que partía de la puerta de la Blanca (se encontraba extramuros de la puebla medieval).
El 30 de noviembre de 2013 fue declarada Bien de Interés Local por el Gobierno de Cantabria.

## Sede de conciertos
Esta iglesia es sede de numerosos conciertos, sobre todo en verano, por ejemplo en el festival de Wanderer Orquesta Musical (WOM) organizado por su director el pianista Álvaro Piedra. En 2022, a causa de la guerra en Ucrania, los conciertos benéficos a menudo cuentan con la participación de Anastasia Golub, soprano, primera solista del Teatro Nacional de Ópera y Ballet de Odesa (Ucrania). 